# Heikki Ojansuu
Heikki Ojansuu, född 26 juli 1873, död 18 januari 1923, var en finländsk språkforskare.
Ojansuu blev 1914 adjunkt vid Helsingfors universitet och 1918 professor vid Åbo finska universitet. Han gjorde en i flera avseenden betydande insats på den finsk filologins område. Grundläggande för kännedomen om den finska språkhistorien blev Ojansuus avhandling om Mikael Agricolas språk (1909). Inom de dittills jämförelsevis föga bearbetade områdena finsk dialektologi och finsk ortnamnsforskning gjorde han även betydande insatser. Ojansuu gjorde även insatser i diskussionen om beröringarna mellan finska och germanska språk.